# Limbang Jaya I
Limbang Jaya I is een bestuurslaag in het regentschap Ogan Ilir van de provincie Zuid-Sumatra, Indonesië. Limbang Jaya I telt 1830 inwoners (volkstelling 2010).